# جيف ويلكينز
جيف ويلكينز (بالإنجليزية: Jeff Wilkins)‏ (و. 1972  م) هو لاعب كرة قدم أمريكية أمريكي، ولد في يونغزتاون، مركز لعبه هو مسدد ‏.

## التعليم
تعلم في Austintown Fitch High School ‏
.

## روابط خارجية
- جيف ويلكينز على موقع مرجع كرة القدم المحترفة.كوم (الإنجليزية)